# هیروشی هیراکاوا
هیروشی هیراکاوا (به انگلیسی: Hiroshi Hirakawa) بازیکن فوتبال اهل ژاپن و عضو تیم ملی فوتبال ژاپن است که در تاریخ ۲۱ مارس ۱۹۸۵ میلادی اولین بازی ملی‌اش را انجام داد. او در ۱۳ بازی ملی حضور داشت و آخرین بازی ملی خود را در تاریخ ۷ ژوئن ۱۹۹۲ میلادی انجام داد. هیروشی هیراکاوا در بازی‌های ملی‌اش
گلی به ثمر نرساند.